# Lluís Hernández Alcàsser
Lluís Hernández i Alcàsser, també conegut com a «el Capellà Roig», (Barcelona, 13 de novembre de 1936 - Santa Coloma de Gramenet, 20 de juliol de 2015) va ser un sacerdot i polític català. Va ser alcalde de Santa Coloma de Gramenet de 1979 a 1991.

## El sacerdoci
Barceloní del barri de Sant Andreu del Palomar i de pare murcià i mare valenciana, ingressà al seminari de la Conreria als 13 anys, i poc després d'ordenar-se sacerdot marxà com a missioner a l'Equador, a la diòcesi de Riobamba. Allà va conèixer monsenyor Leonidas Proaño («El bisbe dels indígenes»), que el va influir profundament i va fer que bolqués la seva activitat en defensa dels més pobres, per la qual cosa va ser deportat a Espanya per la policia del president equatorià José María Velasco Ibarra.
Quan va tornar a Barcelona, va ser acollit pels capellans obrers de Santa Coloma de Gramenet (Jaume P. Sayrach, Antoni Antonijoan, Joan Moran, Salvador Cabré i Josep Catà), que el van convidar a instal·lar-se a la ciutat. S'instal·là amb la seva mare al barri de les Oliveres, el més humil de la ciutat, un conjunt de blocs construïts desordenadament i sense cap servei ni infraestructura a la falda d'un turó.
Tot exercint el sacerdoci amb els pocs mitjans de què disposava (la parròquia no disposava de temple i havia de fer les misses al petit pis on vivia), va destacar ràpidament com a líder dels veïns. Es posà al capdavant de les reivindicacions socials, i va encapçalar les nombroses manifestacions que es feien per reclamar els serveis mínims indispensables: clavegueram, enllumenat, escoles, etc. Així mateix, va exercir de professor de religió al llavors acabat d'inaugurar primer institut de Santa Coloma, l'Institut Puig Castellar. En aquests anys es va implicar també amb la lluita política clandestina col·laborant amb el Partit Socialista Unificat de Catalunya (PSUC).

## L'alcaldia
Quan l'arquitecte Xavier Valls i Bauzà, autor del Pla Popular –el programa de govern de l'esquerra de Santa Coloma de Gramenet per a la reforma i regeneració de la ciutat– va renunciar a presentar-se a les primeres eleccions municipals de la democràcia (1979) com a alcaldable del PSUC, el partit li va proposar a Hernández, que va acceptar malgrat l'oposició del bisbat de Barcelona.
Hernández les va guanyar amb el 45,31% dels vots (13 regidors) seguit del Partit dels Socialistes de Catalunya (PSC), que va treure el 36% (11 regidors).
Els primers anys van ser d'entesa entre les forces polítiques. Es va constituir un govern municipal d'unitat i es va fer servir el Pla Popular esmentat com a full de ruta de la política municipal.
A les següents eleccions (1983), va tornar a guanyar (15 regidors del PSUC per 13 del PSC). A les eleccions de 1987, el PSC va portar a Santa Coloma els principals líders del PSOE –Alfonso Guerra i Felipe González– per promoure la candidatura de Manuela de Madre. El desembarcament de líders espanyols no va ser suficient, tot i que les diferències es retallaren. Lluís Hernández va treure 13 regidors i Manuela de Madre, 12. A les eleccions del 1991, el PSC, després d'una intensa campanya amb molts mitjans, va aconseguir guanyar per 1.500 vots més.
Al cap de poc, una reacció el va empènyer a ratllar l'automòbil de la nova alcaldessa amb la paraula “falsa”, comportant-li una sanció judicial i el desplaçament de la primera línia de la política municipal.

## Tornada al sacerdoci
A mitjan anys 90 va tornar a l'activitat religiosa a la parròquia del Verdum, a Barcelona. Més tard, va exercir el seu sacerdoci a l'Apostolat del Mar, en creuers turístics pel Carib.
Després, el 2006, es va fer càrrec de la parròquia de Santa Clara, al barri de la Morera a Badalona, on va impulsar la reforma i la dignificació del temple. El gener de 2013, la malaltia degenerativa de Parkinson el va obligar a retirar-se a una residència de religioses del barri de Gràcia de Barcelona, on morí el 20 de juliol de 2015.